# Modelado de turbulencia

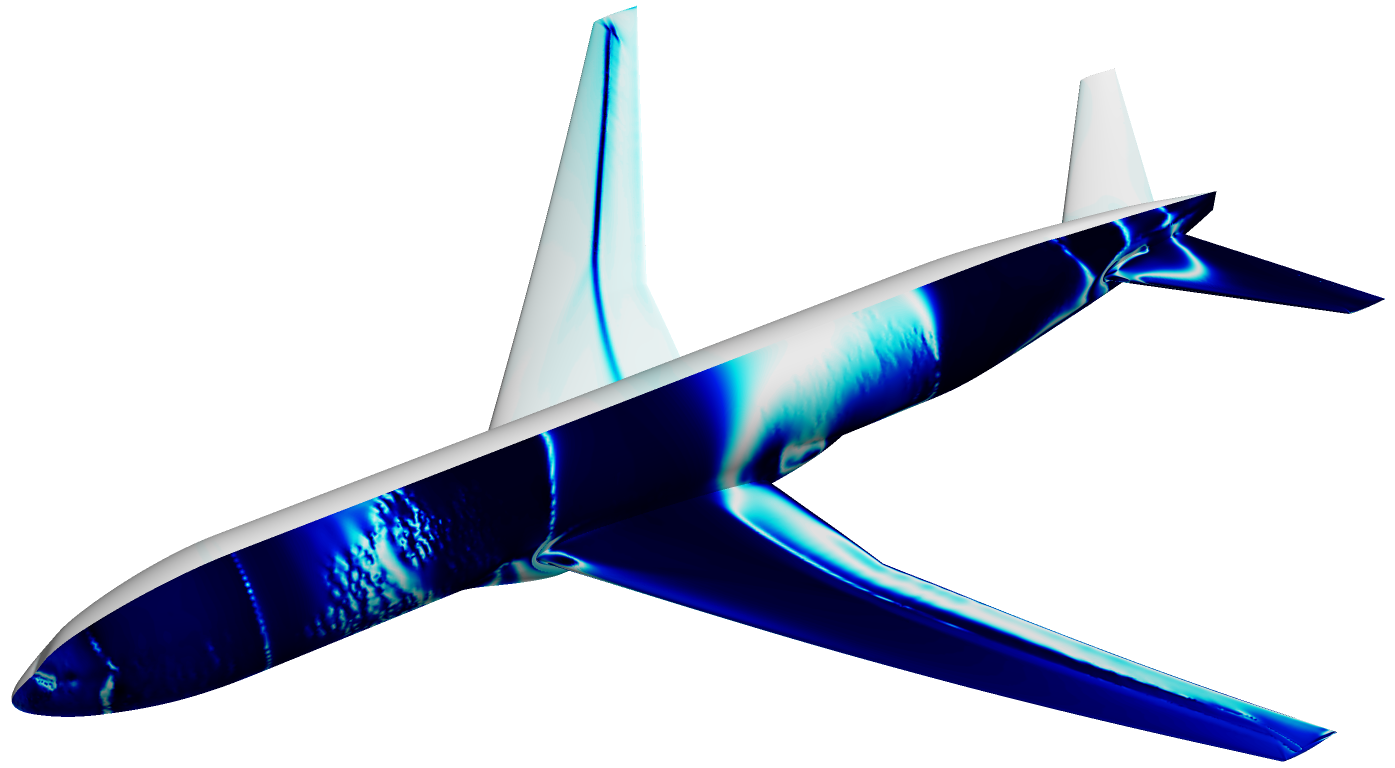
supercomputación boeing

El modelado de turbulencias es la construcción y el uso de un modelo matemático para predecir los efectos de las turbulencias. Los flujos turbulentos son habituales en la mayoría de los escenarios de la vida real, incluido el flujo de sangre a través del sistema cardiovascular, el flujo de aire sobre el ala de un avión, la reentrada de los vehículos espaciales, además de otros. A pesar de décadas de investigación, no existe una teoría analítica que permita predecir la evolución de estos flujos turbulentos. Las ecuaciones que rigen los flujos turbulentos sólo pueden resolverse directamente para casos sencillos de flujo. Para la mayoría de los flujos turbulentos de la vida real, las simulaciones MFC utilizan modelos turbulentos para predecir la evolución de la turbulencia. Estos modelos de turbulencia son ecuaciones constitutivas simplificadas que predicen la evolución estadística de los flujos turbulentos.

## Problema de cierre
Las ecuaciones de Navier-Stokes rigen la velocidad y la presión de un flujo de fluidos. En un flujo turbulento, cada una de estas cantidades puede descomponerse en una parte media y una parte fluctuante. Al promediar las ecuaciones se obtienen las Ecuaciones de Navier-Stokes promediadas por Reynolds (RANS), que rigen el flujo medio. Sin embargo, la no linealidad de las ecuaciones de Navier-Stokes significa que las fluctuaciones de velocidad siguen apareciendo en las ecuaciones RANS, en el término no lineal {\displaystyle -\rho {\overline {v_{i}^{\prime }v_{j}^{\prime }}}} de la aceleración convectiva. Este término se conoce como tensión de Reynolds, {\displaystyle R_{ij}}. Su efecto sobre el flujo medio es como el de un término de tensión, como el de la presión o la viscosidad.
Para obtener ecuaciones que contengan sólo la velocidad media y la presión, necesitamos cerrar las ecuaciones RANS modelando el término de tensión de Reynolds {\displaystyle R_{ij}} como una función del flujo medio, eliminando cualquier referencia a la parte fluctuante de la velocidad. Este es el llamado problema de cierre.

## Viscosidad de remolino
Joseph Valentin Boussinesq fue el primero en atacar el problema del cierre, introduciendo el concepto de viscosidad de remolino. En 1877 Boussinesq propuso relacionar las tensiones de turbulencia con el flujo medio para cerrar el sistema de ecuaciones. Aquí se aplica la hipótesis de Boussinesq para modelar el término de tensión de Reynolds. Obsérvese que se ha introducido una nueva constante de proporcionalidad {\displaystyle \nu _{t}>0}, la viscosidad de remolino de la turbulencia. Los modelos de este tipo se conocen como modelos de viscosidad de remolino o EVM.
{\displaystyle -{\overline {v_{i}^{\prime }v_{j}^{\prime }}}=\nu _{t}\left({\frac {\partial {\overline {v_{i}}}}{\partial x_{j}}}+{\frac {\partial {\overline {v_{j}}}}{\partial x_{i}}}\right)-{\frac {2}{3}}k\delta _{ij}}
que se puede escribir de forma abreviada como
{\displaystyle -{\overline {v_{i}^{\prime }v_{j}^{\prime }}}=2\nu _{t}S_{ij}-{\frac {2}{3}}k\delta _{ij}}
donde {\displaystyle S_{ij}} es la tasa media del tensor de deformación.
{\displaystyle \nu _{t}} es la viscosidad de remolino de la turbulencia
{\displaystyle k={\frac {1}{2}}{\overline {v_{i}'v_{i}'}}} es la energía cinética de la turbulencia
y {\displaystyle \delta _{ij}} es el delta de Kronecker.
En este modelo, las tensiones de turbulencia adicionales vienen dadas por el aumento de la viscosidad molecular con una viscosidad de remolino. Esta puede ser una simple viscosidad de remolino constante (que funciona bien para algunos flujos de tensión cortante libre como chorros axisimétricos, chorros bidimensionales y capas de mezcla).
La hipótesis de Boussinesq -aunque Boussinesq no la enunció explícitamente en su momento- consiste efectivamente en la suposición de que el tensor de esfuerzo de Reynolds está alineado con el tensor de deformación del flujo medio (es decir: que los esfuerzos cortantes debidos a la turbulencia actúan en la misma dirección que los esfuerzos cortantes producidos por el flujo medio). Desde entonces se ha descubierto que es mucho menos exacta de lo que la mayoría de los profesionales suponen. Aun así, los modelos de turbulencia que emplean la hipótesis de Boussinesq han demostrado un valor práctico significativo. En casos con capas de cizalla bien definidas, esto se debe probablemente a la dominancia de los componentes de cizalla en el sentido de la corriente, de modo que los considerables errores relativos en los componentes normales del flujo siguen siendo insignificantes en términos absolutos. Más allá de esto, la mayoría de los modelos de turbulencia por viscosidad de Foucault contienen coeficientes calibrados a partir de mediciones y, por tanto, producen resultados globales razonablemente precisos para campos de flujo de tipo similar a los utilizados para la calibración.

## Concepto de longitud de mezcla de Prandtl
Más tarde, Ludwig Prandtl introdujo el concepto adicional de la longitud de mezcla, junto con la idea de capa límite. Para los flujos turbulentos limitados por la pared, la viscosidad de remolino debe variar con la distancia a la pared, de ahí la adición del concepto de "longitud de mezcla". En el modelo más simple de flujo limitado por la pared, la viscosidad de remolino viene dada por la ecuación:
{\displaystyle \nu _{t}=\left|{\frac {\partial u}{\partial y}}\right|l_{m}^{2}}
donde:
{\displaystyle {\frac {\partial u}{\partial y}}} es la derivada parcial de la velocidad del flujo (u) con respecto a la dirección normal de la pared (y);
{\displaystyle l_{m}} es la longitud de mezcla.
Este sencillo modelo es la base de la "ley de la pared", que es un modelo sorprendentemente preciso para campos de flujo unidos (no separados) y limitados por la pared con pequeños  gradientes de presión.
Con el tiempo han evolucionado modelos de turbulencia más generales, y la mayoría de los modelos modernos de turbulencia vienen dados por ecuaciones de campo similares a las ecuaciones de Navier-Stokes.

## Modelo de Smagorinsky para la viscosidad de remolino a escala de subcuadrícula
Joseph Smagorinsky fue el primero que propuso una fórmula para la viscosidad de remolino en los modelos de simulación de grandes remolinos, basado en las derivadas locales del campo de velocidad y el tamaño de la cuadrícula local:
{\displaystyle \nu _{t}=\Delta x\Delta y{\sqrt {\left({\frac {\partial u}{\partial x}}\right)^{2}+\left({\frac {\partial v}{\partial y}}\right)^{2}+{\frac {1}{2}}\left({\frac {\partial u}{\partial y}}+{\frac {\partial v}{\partial x}}\right)^{2}}}}
En el contexto de Large Eddy Simulation, el modelado de la turbulencia se refiere a la necesidad de parametrizar la tensión a escala de subrejilla en términos de características del campo de velocidad filtrado. Este campo se denomina subgrid-scale modeling.

## Modelos de turbulencia: requisitos mínimos
Todo modelo de turbulencia ha de construirse a partir de invariantes, es decir, elementos que una vez se cambia el frame de referencia por rotación, translación (u otras transformaciones), el resultado final se mantiene.